# Lichenophanes morbillosus
Lichenophanes morbillosus is een keversoort uit de familie boorkevers (Bostrichidae). De wetenschappelijke naam van de soort is voor het eerst geldig gepubliceerd in 1887 door Quedenfeldt.